# Flöjtgärdsmyg
Flöjtgärdsmyg (Microcerculus ustulatus) är en fågel i familjen gärdsmygar inom ordningen tättingar.

## Utseende och läte
Flöjtgärdsmygen är en liten musliknande fågel. Den är helt rostbrun med mycket kort stjärt. Den kan förväxlas med tepuígärdsmygen, men är mörkare och saknar ljust ögonbrynsstreck. Sången är extraordinär och människolik, en varierande serie med korta och rena visslingar, stigande och fallande men vanligen avslutad med en rad toner på samma tonhöjd.

## Utbredning och systematik
Flöjtgärdsmyg förekommer i norra Sydamerika, i södra Venezuela, norra Brasilien och västra Guyana. Den delas in i fyra underarter med följande utbredning:
- Microcerculus ustulatus duidae – förekommer i bergen i södra Venezuela (Duida, Yaví, Paraque och Sierra de Curupira)
- Microcerculus ustulatus lunatipectus – förekommer i tepuis i södra Venezuela (berget Guaiquinima)
- Microcerculus ustulatus obscurus – förekommer i tepuis i sydöstra Venezuela (Ptari-Tepui, Uei-Tepui, Sororopán-Tepui)
- Microcerculus ustulatus ustulatus – förekommer i tepuis i sydöstra Venezuela, norra Brasilien och västra Guyana (berget Twek kaj)

## Levnadssätt
Flöjtgärdsmygen hittas i fuktiga mossrika skogar på tepuisluttningar, mestadels över 1000 meters höjd. Den håller sig nära marken och kryper över rötter, stenar och större grenar. Fågeln påträffas vanligen enstaka och slår olikt många andra fåglar inte följe med kringvandrande artblandade flockar.

## Status och hot
Arten har ett stort utbredningsområde, men tros minska i antal, dock inte tillräckligt kraftigt för att den ska betraktas som hotad. Internationella naturvårdsunionen IUCN listar arten som livskraftig (LC).